# OnlySee
OnlySee (zapis stylizowany: onlysee) – debiutancki album studyjny australijskiej piosenkarki Sii, wydany 23 grudnia 1997 roku, jako jedyny w dyskografii pod pełnym nazwiskiem „Sia Furler”. Albumu nie promował żaden singiel. Nie odniósł także sukcesu komercyjnego, sprzedając się w około 1,2 tys. kopii. 
Sia nagrała album po rozpadzie acid jazzowej grupy Crisp, do której należała; nad produkcją pracował gitarzysta z zespołu, Jesse Flavell. Po śmierci partnera w wypadku samochodowym i niepowodzeniu płyty artystka przeprowadziła się do Wielkiej Brytanii, gdzie w kolejnych latach nawiązała współpracę z Zero 7, występując m.in. w przeboju Destiny, i zdobyła po raz pierwszy dużą popularność.
Utwór „Madlove” został w 1999 wykorzystany przez producenta Friendly jako wokalny sampel w piosence Some Kind of Love Long, która trafiła na listy przebojów.

## Lista utworów
| Nr  | Tytuł utworu               | Tekst           | Produkcja     | Długość |
| --- | -------------------------- | --------------- | ------------- | ------- |
| 1.  | „Don't Get Me Started”     | Sia Furler      | Jesse Flavell | 5:33    |
| 2.  | „I Don't Want to Want You” | Furler, Flavell | Flavell       | 5:02    |
| 3.  | „OnlySee”                  | Furler          | Flavell       | 4:14    |
| 4.  | „Stories”                  | Furler, Flavell | Flavell       | 4:40    |
| 5.  | „Madlove”                  | Furler          | Flavell       | 1:13    |
| 6.  | „A Situation”              | Furler          | Flavell       | 4:21    |
| 7.  | „Shadow”                   | Furler          | Flavell       | 3:47    |
| 8.  | „Asrep Onosim”             | Furler          | Flavell       | 6:01    |
| 9.  | „Take It to Heart”         | Furler          | Flavell       | 4:37    |
| 10. | „Beautiful Reality”        | Furler          | Flavell       | 4:31    |
| 11. | „Soon”                     | Furler, Flavell | Flavell       | 2:39    |
| 12. | „One More Shot”            | Furler          | Flavell       | 3:36    |
| 13. | „Tripoutro”                | Furler, Flavell | Flavell       | 2:01    |
|     |                            |                 |               | 52:15   |

## Historia wydania
| Kraj      | Data            | Format | Wytwórnia         | Edycja      |
| --------- | --------------- | ------ | ----------------- | ----------- |
| Australia | 23 grudnia 1997 | CD     | Flavoured Records | Standardowa |